# 16 Batalion Powietrznodesantowy
16 Batalion Powietrznodesantowy im. gen. bryg. Mariana Zdrzałki – jednostka wojskowa wojsk powietrznodesantowych WL.

## Historia
Batalion sformowano w 1957 roku na bazie rozformowanego 16 Kołobrzeskiego Pułku Piechoty i w jego koszarach został zakwaterowany. Pułk ten rozkazem NDWP nr 130 z 21 czerwca 1945 r. został odznaczony Orderem Virtuti Militari V klasy, tradycje czego uwiecznione są na sztandarze 16 batalionu powietrznodesantowego.
Pierwsi poborowi przybyli do batalionu 5 listopada 1957 r. a szkolenie wojskowe rozpoczęto 9 listopada. Dawniej (lata 1958-1995) batalion funkcjonował jako JW 2059 (jeszcze wcześniej w latach 1957-1958 jako JW 1597).
Żołnierze 16 bpd noszą bordowe berety, które są wyróżnikiem wojsk powietrznodesantowych w Siłach Zbrojnych RP.
Oznakę rozpoznawczą 16 batalionu powietrznodesantowego stanowi okrągły emblemat koloru czerwonego noszony na lewym ramieniu munduru polowego. W centralnej części emblematu umieszczona jest rozwinięta czasza spadochronu z opuszczonymi linkami i z pikującym „orłem lotniczym” ("gapa lotnicza") pośrodku jako symbol określający specyfikę służby i sposób działania tej formacji. Symbole te otacza półwieniec z liści laurowych i dębowych będących alegorią męstwa i chwały żołnierskiej. W latach 1967-1976 oznaką rozpoznawczą był emblemat koloru niebieskiego. Od 1977 r. funkcjonuje obecny emblemat w kolorze czerwonym.
W 1995 roku nadano krakowskiemu batalionowi sztandar.
Decyzją Nr 63/MON Ministra Obrony Narodowej dnia 19 kwietnia 1999 r. patronem 16 bpd został jeden z jego najwybitniejszych dowódców, gen. bryg. Marian Zdrzałka.
Decyzją Ministra Obrony Narodowej nr 107/MON z dnia 2 kwietnia 2015 r. wprowadzono odznakę pamiątkową.
W dniu 14 marca 2025 r. dowódca 16 batalionu powietrznodesantowego ppłk Mariusz Markieta odebrał z rąk dowódcy 6 Brygady Powietrznodesantowej gen. bryg. Michała Strzeleckiego Chorągiew Wojska Polskiego.

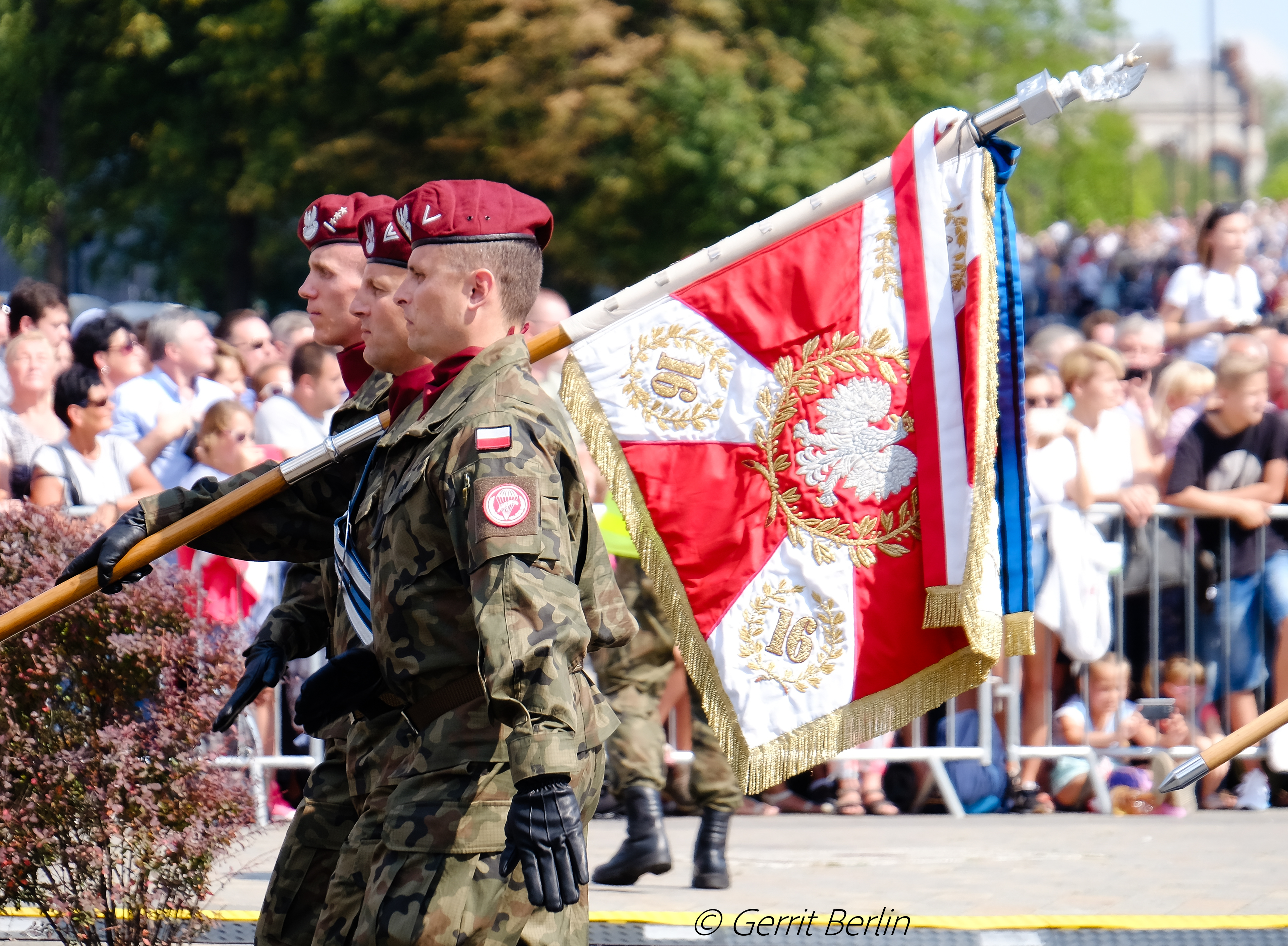
Poczet sztandarowy 16 Batalionu Powietrznodesantowego

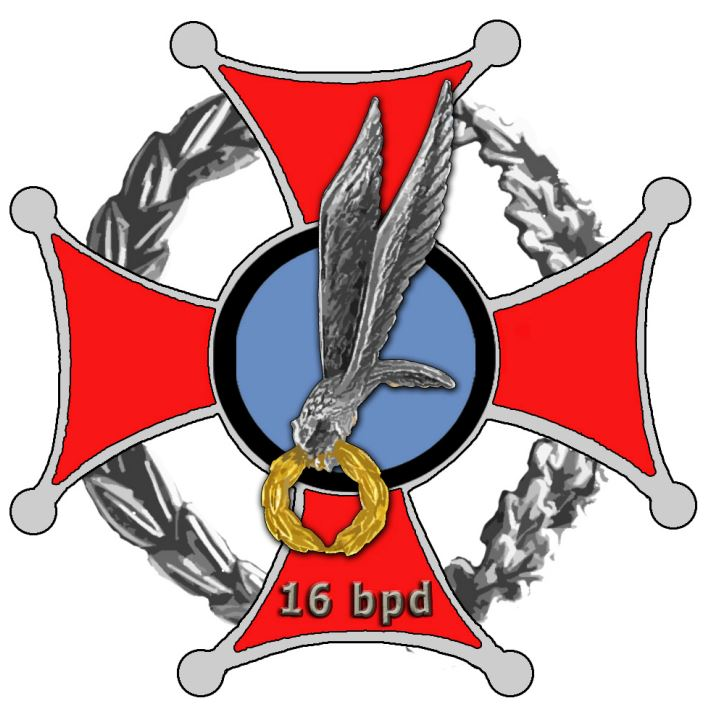
Odznaka pamiątkowa 16 Batalionu Powietrznodesantowego im. gen. bryg. Mariana Zdrzałki

## Tradycje
16 Batalion Powietrznodesantowy kultywuje tradycje następujących jednostek):
- 20 Pułk Piechoty Ziemi Krakowskiej 1919-1939;
- 3 batalion spadochronowy 1 samodzielnej Brygady Spadochronowej 1941-1947;
- 16 Kołobrzeski Pułk Piechoty 1944-1957

## Struktura batalionu
Struktura: 
- dowództwo
- sztab
- kompania dowodzenia
- 1 kompania szturmowa
- 2 kompania szturmowa im. mjr dypl. Ludwika Bogdana Zwolańskiego (bohater spod Arnhem, odznaczony Krzyżem Srebrnym Virtuti Militari nr 10478[12])
- 3 kompania szturmowa
- kompania moździerzy
- kompania logistyczna
- kompania ochrony
- Zespół Zabezpieczenia Medycznego
- patrol rozminowania
- Wojskowa Straż Pożarna

## Uzbrojenie
Na uzbrojeniu batalionu znajduje się: Karabinek Grot, Karabinek Beryl/Mini-Beryl (niektórzy żołnierze posiadają podwieszany granatnik Pallad), UKM-2000, SAKO TRG, BOR, WIST-94 oraz VIS 100. Jak środków przeciwpancernych batalion używa Spike LR oraz RPG-7D. Wsparcie artyleryjskie na małe odległości batalionowi zapewniają moździerze LMP-2017, M-98 (holowane przez pojazdy Aero) i granatniki automatyczne MK.19. Obronę przeciwlotniczą zapewniają PPZR Grom i ZSU-23-2. Do transportu żołnierze używają pojazdów PWA Aero.

## Poczet dowódców batalionu
Dowódcy batalionu
Dowódcy batalionu (bez czasowo pełniących obowiązki):
- 1957–1957 kpt. Franciszek Januszewski
- 1957–1960 ppłk Wacław Płoszewski
- 1960–1961 mjr Franciszek Januszewski
- 1961–1963 ppłk Edward Dysko
- 1963–1967 mjr dypl. Marian Zdrzałka
- 1967–1968 ppłk dypl. Jerzy Jarosz
- 1968–1973 ppłk dypl. Tadeusz Charzewski
- 1973–1975 mjr dypl. Włodzimierz Bielski
- 1975–1980 mjr dypl. Mieczysław Karus
- 1980–1981 mjr dypl. Andrzej Miksiewicz
- 1981–1981 ppłk dypl. Edward Marasek
- 1981–1982 mjr Jan Osiak
- 1982–1983 ppłk dypl. Stanisław Mazurkiewicz
- 1983–1985 mjr dypl. Marian Kawczyński
- 1985–1989 mjr dypl. Mieczysław Bieniek
- 1989–1993 mjr dypl. Włodzimierz Potasiński
- 1993–1995 ppłk dypl. Edward Gruszka
- 1995–1997 ppłk dypl. Marek Żerdecki
- 1997–1998 ppłk dypl. Edward Gruszka
- 1998–2000 ppłk dypl. Krzysztof Boczkowski
- 2000–2001 ppłk dypl. Andrzej Knap
- 2001–2004 ppłk dypl. Piotr Wałęga
- 2004–2007 ppłk dypl. Adam Stępień
- 2007–2011 ppłk dypl. Leon Stanoch
- 2011–2015 ppłk Daniel Różański
- 2015–2017 ppłk Artur Wiatrowski
- 2017–2020 ppłk Jarosław Kowalski
- 2020–2021 ppłk Piotr Ciapka
- 2021–2023 ppłk dypl. Dariusz Dziuba
- 2024– ppłk Mariusz Markieta[15]